# 모바일 프로세서
모바일 프로세서(mobile processor)는 전력을 절약하고 노트북, PDA 등 휴대용 컴퓨터를 위해 설계된 CPU이다. 모바일 프로세서는 모바일 컴퓨터와 휴대 전화에서 발견된다. 노트북 컴퓨터에 들어가기 때문에 전력을 절약하고 메인보드에 CPU에의 공간 차지를 하지 않기 위해 크기에도 많이 신경을 썼다. 현재 PDA / 스마트폰 등 대부분의 가전기기에선 ARM에서 설계한 ARM 코어 CPU가 들어가 있고, 대부분의 노트북에 들어가는 CPU는 x86 기반 인텔 CPU를 사용한다.

## 노트북용 모바일 프로세서의 이용
옛날부터 인텔은 센트리노라는 것을 내놓았다. 센트리노는 모바일 프로세서 + 모바일 칩셋 + 무선랜의 조합이다. 이때 모바일 프로세서가 센트리노에 들어가 노트북 시장을 장악하고 있다.
AMD는 튜리온, 애슬론, 셈프론을 출시하였으나 그리 쓰이지가 않고 있었지만 최근 AMD가 퓨마라는 것을 내놓아 튜러온 모바일 프로세서가 쓰이고 있다.

## 소형기기에서의 사용
아이폰/OMNIA Series/iPAQ 등 대부분의 소형기기에서는 ARM에서 코어를 설계를 해서 삼성/마벨 등 회사에서 설계한 코어를 이용해 CPU를 만들어 넣는다.